# Géranos

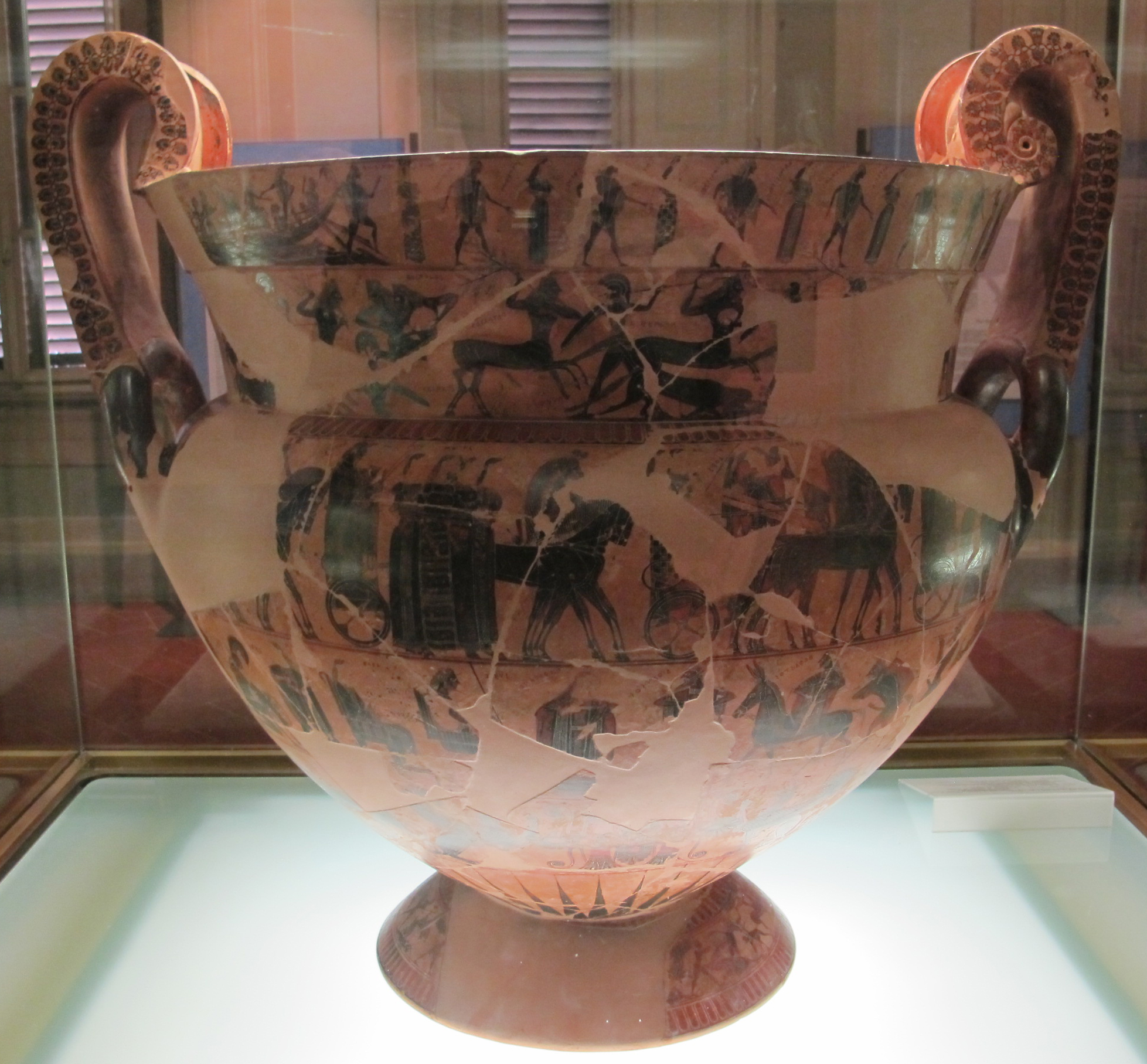
Representación del géranos en la franja superior del Vaso François, obra del alfarero Ergótimos y del pintor Clitias, c. 570 a. C. Museo Arqueológico de Florencia, n.º inv. 4209.

El géranos (en griego antiguo: Γέρανος) era una danza ritual que ya se bailaba en Creta y en Delos hace más de 3000 años. No obstante, para Georges Roux está poco justificada la relación del rito con la Creta minoica. El nombre deriva de la similitud del movimiento con el vuelo de las grullas. Se dispone de testimonios gráficos y escritos sobre este baile ritual de la Antigua Grecia.
La tumultuosa danza representada en la tumba de Ruvo, que se encuentra en el Museo Arqueológico Nacional de Nápoles, perpetúa el mito del Laberinto como promesa de salvación.

## El géranos en la literatura
Los comentaristas de la Ilíada identifican la ceremonia con el triunfo de Teseo sobre el Minotauro, a imitación de la entrada y la salida del Laberinto. Según Georges Roux la vinculación de la danza del géranos —su representación simbólica— con la gesta de Teseo, probablemente se deba a los atenienses.
En la Edad Media bizantina se decía también que en esta danza participaba Ariadna.
Sobre el escudo de Aquiles había representada una plazoleta para que bailara Hefesto (chorós) «como aquella ideada por Dédalo para Ariadna en la vasta Cnosos», según Pausanias, quien añade que el escudo fue esculpido por el inventor del arte arquitectónico en «mármol blanco».
La fantasía homérica lo animaba «con jóvenes que bailaban cogiéndose entre sí las manos los unos a los otros por el carpo» (karpós, es decir, literalmente, entre la muñeca y la palma de la mano).
El movimiento circular se alternaba con la oposición de las filas: «Unas veces corrían formando círculos con pasos habilidosos y de suma agilidad,  moviendo los pies con gran desenvoltura, del mismo modo que un alfarero prueba si funciona el torno girándolo entre sus palmas, y otras veces, en cambio corrían en hileras, unos tras otros».
Un himno de Calímaco narra el episodio de Delos, ocurrido durante el regreso de Teseo, cuando Ariadna había sido abandonada en la isla de Naxos: el héroe guía la danza, a la que da ritmo la cítara. El géranos era una danza mixta, bajo el patronazgo de Afrodita, instituida por Teseo tras su salida del Laberinto de Creta, que ejecutaban cada año un coro de chicas y chicas en Delos.
La liturgia se renueva en la época del poeta alejandrino (305 - 245 a. C.), con la particularidad de que, en esta ocasión, se narra que sólo danzaban las muchachas.
Plutarco precisa que el géranos se bailaba en torno al altar de Apolo. Dicho altar era el Ceratón (Κερατών), construido a base de todo tipo de cuernos. Califica al Ceratón como una de las Siete maravillas del mundo, ya que estaba formado por cuernos perfectamente entrelazados. Para Georges Roux se trataría de un edículo o un tholos de madera que subsistió al menos hasta el periodo helenístico.

## El géranos en el arte
En la decoración polícroma de una vasija producida en Etruria hacia el 570 a. C., en la que se ilustran distintas vicisitudes de Teseo, aparecen cinco mujeres entrelazadas danzando. La primera de ellas es Ariadna, que sostiene el famoso hilo usado por el mencionado héroe para salir del laberinto. La cadena de brazos, alarga y encarna el instrumento de salvación.
Investigaciones llevadas a cabo de la decoración interna a témpera sobre masilla de una tumba de semicámara de Ruvo, por la Universidad de Bari, han permitido corregir la recomposición gráfica del mágico círculo que contaba con 54 mujeres. Todo el habitáculo estaba circundado por el friso: un lado largo se perdió, el resto pertenece a tres paredes.
Como se sabe por el gramático Julio Pólux, el géranos del cuadro consta de dos filas contiguas con dos conductores, para los que el Léxico de Hesiquio de Alejandría da la denominación de geranoulkós.
Cada uno de los grupos de 27 comparsas estaba además acompañado del músico que tocaba la lira, de los que sólo se conserva uno. Las mujeres llevan el manto sobre la cabeza. Los hombres llevan botines y el corto chitote (una túnica ligera de lino o lana cosida por un lado, propio de la Peucetia, uno de cuyos principales centros era Ruvo).
Es extraordinario el cambio de dirección que se da en el movimiento, núcleo simbólico del géranos, en un clima de iniciación irradiado por la Magna Grecia.
Mario Victorino explica en su Gramática que los bailarines rotaban en dirección alterna para imitar la sinuosidad del Laberinto, alegoría de la muerte: en los misterios de Orfeo, y según los pitagóricos el entrar y salir del mismo aludía a la reencarnación de las almas.
El pintor de Ruvo representa a la mayoría de las figuras en plena carrera, con un pico del manto a la altura de las rodillas. Pero aquellas que encabezan el grupo, situadas tras el geranoulkós que hace de corifeo, están paradas debido al giro de la figura del conductor, que impone, con el empuje de los brazos, el giro a las dos que tiene más cercanas. El gesto se multiplica en sus seguidores, donde se ve el manto alzarse respecto al remango, dando ritmo también a la veloz andadura de las otras.
A la cola del conjunto, la última mujer, que es arrastrada por el resto, se da la vuelta hacia el corifeo. Del mismo modo que la penúltima, ésta también tiene la mano libre. Serán estas dos bailarinas quienes se encadenarán al actual corifeo y a la compañera que le sigue, cuando termine la operación representada en el dibujo.
El corifeo se encontrará, de este modo, insertado en el ritmo inverso de la cadena de mujeres. El último geranoulkós será el que rompa la cadena, convirtiéndose a su vez en corifeo, hasta el próximo cambio de dirección.
La danza vuelve a aparecer en la antigua Apulia, en este ocasión con un marcado valor funerario, en el ornamento del cuello de una crátera, datada circa 340 a. C., perteneciente a una colección privada de Nueva York: la representación se relaciona con la escena de ofrendas a la tumba que ocupa la parte posterior de la vasija. El escaso espacio que queda disponible obliga a reducir la mencionada representación a cuatro muchachas. El girar de la figura que encabeza la fila significa que también aquí ha sido captado el momento en que se invierte la direccionalidad del baile.
La planta que aparece junto a las bailarinas recuerda que en el mes de Antesterión (comienzo de la floración, de anthós, "flor"), las theoría enviadas a Delos desde Atenas y desde las ciudades jónicas, hacían revivir en el santuario la danza de Teseo durante las Delia, las fiestas quinquenales. El símbolo de la misma estación se reconocía por las flores estilizadas que se ven entre las compañeras de Ariadna.
En la banda superior del Vaso François aparece una escena que representa a Teseo de regreso al Ática desembarcando en Delos. Allí, según Plutarco dedicó una imagen a Afrodita y bailó con los jóvenes rescatados la danza del géranos.  El lugar y el momento representado ha suscitado polémica. Sobre la identificación de esta escena con el géranos, Charles Dugas publicó un artículo en 1943, en el que mediante un análisis comparativo con la cara B de una copa firmada por Arquicles y Glauquitas conservada en el Staatliche Antikensammlungen de Múnich (n.º inv. 2242 [J333]), concluye que el episodio tiene lugar en Creta. Sobre el planteamiento de Dugas, véase la publicación de Francisco Díez de Velasco. Para Karsten Friis Johansen el géranos no transcurre en Delos. La postura de Pierre De la Coste-Messelière está próxima a la de Charles Dugas. Marcel Detienne profundiza en el géranos, admitiendo tanto Creta como Delos.